# Leichtathletik-Weltmeisterschaften 2001/3000 m Hindernis der Männer

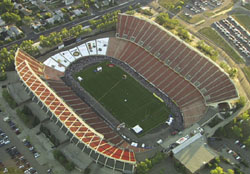
Das Commonwealth Stadium von Edmonton im Jahr 2005

Der 3000-Meter-Hindernislauf der Männer bei den Leichtathletik-Weltmeisterschaften 2001 wurde am 6. und 8. August 2001 im Commonwealth Stadium der kanadischen Stadt Edmonton ausgetragen.
In diesem Wettbewerb errangen die Leichtathleten aus Kenia mit Gold und Bronze zwei Medaillen. Weltmeister wurde der Olympiasieger von 2000 Reuben Kosgei. Der Marokkaner Ali Ezzine gewann nach jeweils Bronze bei den Olympischen Spielen 2000 und den Weltmeisterschaften 1999 hier die Silbermedaille. Rang drei ging an den WM-Dritten von 1997 und Weltrekordinhaber Bernard Barmasai.

## Bestehende Rekorde
| Weltrekord | 7:55,72 min | Bernard Barmasai | Köln, Deutschland             | 24. August 1997 |
| WM-Rekord  | 8:04,16 min | Moses Kiptanui   | WM 1995 in Göteborg, Schweden | 11. August 1995 |

Der bestehende WM-Rekord wurde bei diesen Weltmeisterschaften nicht eingestellt und nicht verbessert.

## Vorrunde
Die Vorrunde wurde in zwei Läufen durchgeführt. Die ersten sechs Athleten pro Lauf – hellblau unterlegt – sowie die darüber hinaus drei zeitschnellsten Läufer – hellgrün unterlegt – qualifizierten sich für das Finale.

### Vorlauf 1

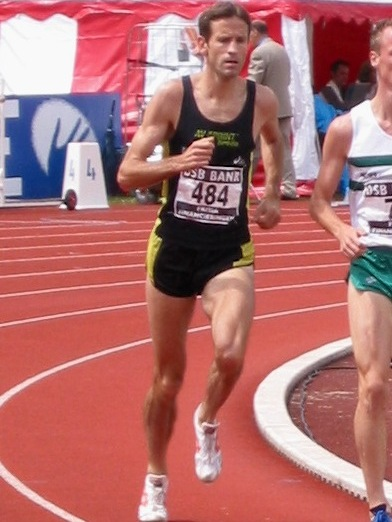
Simon Vroemen konnte seinen Vorlauf nicht beenden

6. August 2001, 15:05 Uhr
| Platz | Name               | Nation      | Zeit (min) |
| ----- | ------------------ | ----------- | ---------- |
| 1     | Reuben Kosgei      | Kenia       | 8:21,96    |
| 2     | Brahim Boulami     | Marokko     | 8:21,98    |
| 3     | Luis Miguel Martín | Spanien     | 8:25,09    |
| 4     | Eliseo Martín      | Spanien     | 8:26,18    |
| 5     | Ali Ezzine         | Marokko     | 8:26,86    |
| 6     | Joël Bourgeois     | Kanada      | 8:26,92    |
| 7     | Tim Broe           | USA         | 8:27,26    |
| 8     | Gaël Pencreach     | Frankreich  | 8:28,54    |
| 9     | Frédéric Denis     | Frankreich  | 8:41,66    |
| 10    | Yoshitaka Iwamizu  | Japan       | 8:45,25    |
| 11    | Tom Chorny         | USA         | 8:51,74    |
| DNF   | Simon Vroemen      | Niederlande |            |

### Vorlauf 2

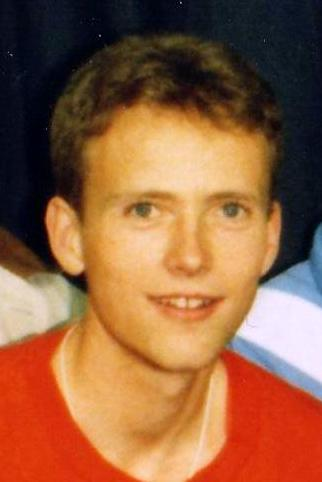
Jim Svenøys zehnter Platz im zweiten Vorlauf war zu wenig, um im Finale dabei zu sein

6. August 2001, 15:19 Uhr
| Platz | Name                      | Nation      | Zeit (min) |
| ----- | ------------------------- | ----------- | ---------- |
| 1     | Antonio David Jiménez     | Spanien     | 8:25,37    |
| 2     | Raymond Yator             | Kenia       | 8:25,45    |
| 3     | Bernard Barmasai          | Kenia       | 8:25,65    |
| 4     | Khamis Abdullah Saifeldin | Katar       | 8:25,83    |
| 5     | Ralf Assmus               | Deutschland | 8:29,52    |
| 6     | Bouabdellah Tahri         | Frankreich  | 8:29,71    |
| 7     | Christian Belz            | Schweiz     | 8:31,57    |
| 8     | Elarbi Khattabi           | Marokko     | 8:32,70    |
| 9     | Laïd Bessou               | Algerien    | 8:33,40    |
| 10    | Jim Svenøy                | Norwegen    | 8:35,71    |
| 11    | Anthony Famiglietti       | USA         | 8:44,54    |
| 12    | Salvador Miranda          | Mexiko      | 8:49,47    |
| 13    | Madan Raj Giri            | Nepal       | 9:34,97    |

## Finale
8. August 2001, 20:00 Uhr
| Platz | Name                      | Nation      | Zeit (min) |
| ----- | ------------------------- | ----------- | ---------- |
| 1     | Reuben Kosgei             | Kenia       | 8:15,16    |
| 2     | Ali Ezzine                | Marokko     | 8:16,21    |
| 3     | Bernard Barmasai          | Kenia       | 8:16,59    |
| 4     | Luis Miguel Martín        | Spanien     | 8:18,87    |
| 5     | Bouabdellah Tahri         | Frankreich  | 8:19,56    |
| 6     | Antonio David Jiménez     | Spanien     | 8:19,82    |
| 7     | Khamis Abdullah Saifeldin | Katar       | 8:20,01    |
| 8     | Raymond Yator             | Kenia       | 8:20,87    |
| 9     | Ralf Assmus               | Deutschland | 8:21,73    |
| 10    | Brahim Boulami            | Marokko     | 8:21,95    |
| 11    | Tim Broe                  | USA         | 8:23,07    |
| 12    | Eliseo Martín             | Spanien     | 8:27,78    |
| 13    | Christian Belz            | Schweiz     | 8:31,43    |
| 14    | Joël Bourgeois            | Kanada      | 8:36,38    |
| 15    | Gaël Pencreach            | Frankreich  | 8:41,51    |

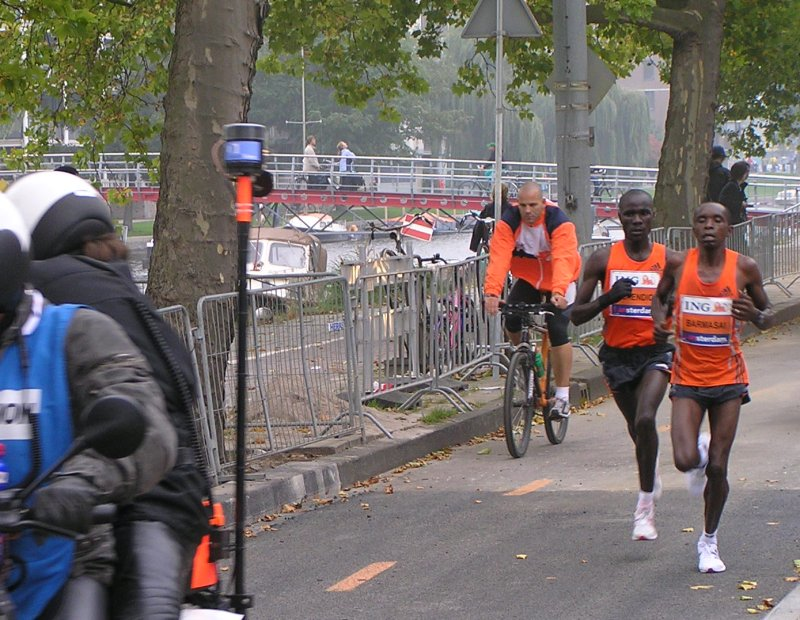
Wie bei den Weltmeisterschaften 1997 errang Weltrekordinhaber Bernard Barmasai (rechts, beim Amsterdam-Marathon 2006) die Bronzemedaille
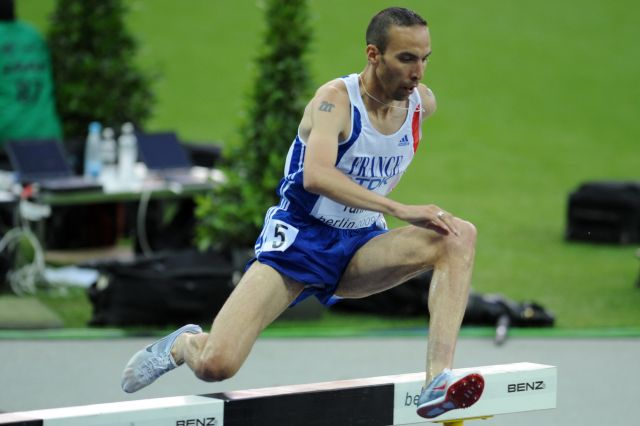
Bouabdellah Tahri belegte Rang fünf
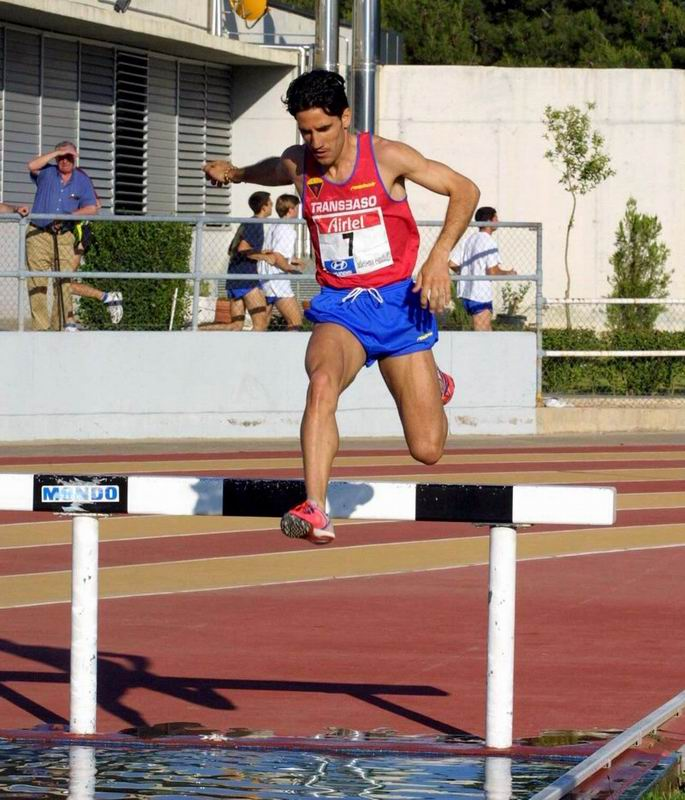
Eliseo Martín kam auf den zwölften Platz

## Video
- 2001 IAAF World Championship Steeplechase auf youtube.com, abgerufen am 11. August 2020